# Piet Sielck
Piet Sielck (Hamburg, Njemačka, 14. studenoga 1963.) je njemački power metal gitarist, pjevač i producent. Član je sastava Iron Savior kao i vlasnik studija Powerhouse u Hamburgu.

## Životopis
Rođen u Hamburgu, Njemačka, Piet počeo je svirati klaviru s 8 godina i bas gitaru s 10 godina, ali je nakon pola godine shvatio da bas gitara nije njegov omiljeni instrument i uzeo je gitaru. 
Sielckov je prvi sastav bio Gentry kojeg je osnovao s Kaiom Hansenom. Godine 1982. napustio je sastav i prvo je radio kao tehničar, a zatim je otputovao na godinu dana u Los Angeles. Nakon povratka, započeo je karijeru kao producent; njegova prva produkcija bio je Heading for Tomorrow, debitanski album Gamma Rayja, novog sastava njegovog starog prijatelja Hansena. Ostali sastavi s kojima je surađivao su Uriah Heep, Saxon i Blind Guardian. Održava dobar odnos s mnogim sastavima, sudjelovao je na nekoliko njihovih albuma kao gostujući glazbenik.
Godine 1996. Sielck je osnovao vlasni sastav Iron Savior, zajedno s Hansenom i Blind Gurdianov tadašnjog bubnjarom Thomasom Stachom. Njih dvojica će kasnije izaći, ali Sielck je nastavio skupinu s novim glazbenicima.
Godine 2004. pristao je producirati i sudjelovati kao gitarist/basist u Stauchovom novom sastavu Savage Circus. Napustio je Savage Circus u prosincu 2011. kako bi se ponovo usredotočio isključivo na Iron Savior.

## Diskografija
Iron Savior
- Iron Savior (1997.)
- Coming Home (1998.)
- Unification (1999.)
- Interlude (1999.)
- I've Been to Hell (2000.)
- Dark Assault (2001.)
- Condition Red (2002.)
- Battering Ram (2004.)
- Megatropolis (2007.)
- The Landing (2011.)
- Rise of the Hero (2014.)
- Titancraft (2016.)
- Reforged – Riding on Fire (2017.)
- Kill or Get Killed (2019.)
- Skycrest (2020.)

Savage Circus
- Dreamland Manor (2005.)
- Of Doom and Death (2009.)

## Gostavnja
S Gamma Rayjom
- Heading for Tomorrow (1990.)
- Heaven Can Wait (1991.)
- Sigh No More (1991.)
- Valley of the Kings (1997.)
- Somewhere Out in Space (1997.)
- Power Plant (1999.)

S Blind Gurdianom
- Tales from the Twilight World (1990.)
- Somewhere Far Beyond (1992.)
- Imaginations from the Other Side (1995.)

S Grave Diggerom
- The Reaper (1993.)
- Knights of the Cross (1998.)
- Excalibur (1999.)

S Stormwarriorom
- Thunder and Steele (2014.)